# Caulospongia biflabellata
Caulospongia biflabellata är en svampdjursart som beskrevs av Fromont 1998. Caulospongia biflabellata ingår i släktet Caulospongia och familjen Suberitidae.
Artens utbredningsområde är havet kring Australien. Inga underarter finns listade i Catalogue of Life.